# Stadion FK Sinđelić
Stadion FK Sinđelić – stadion piłkarski w Belgradzie, stolicy Serbii. Obiekt może pomieścić 3700 widzów. Swoje spotkania rozgrywają na nim piłkarze klubu Sinđelić Belgrad. Stadion znajduje się tuż obok więzienia okręgowego, niedaleko stadionu FK Obilić.
W 2021 roku na stadionie rozegrano mecze turnieju piłki nożnej chłopców oraz dziewcząt w ramach światowych igrzysk szkolnych do lat 15.